# チャンピオンベースボール
『チャンピオンベースボール』は1983年にアルファ電子（後のADK）開発、セガ販売の業務用野球ゲーム。後にSG-1000に移植された。

## 概要
当時、投げる、打つ、守るだけの野球ゲームに初めてデータ、選手名を表示し、他にバント、走塁、変化球を投げるなどの操作が完成し、今日における野球ゲームの原点とも言えるソフト。
全12球団から自分のチームを選び（CPU側は自分と同じリーグからランダムで決定）、プレイヤー側が表の攻撃、CPU側が裏の攻撃となる。球場正面から見た視点に左脇にピッチャーとバッターが表示される。守る場合にはセンターからの画面に変わる。サンプリング音声が多用されており、審判の音声の他に鳴り物や歓声にも使用されている。イニング終了時にプレイヤー側がリードしているか同点で次のイニングに進め、負けている（CPU側は裏の攻撃のため、必然的にサヨナラ負けとなる）とゲームオーバー。

翌年に続編『チャンピオンベースボール2』が作られ、2人対戦プレイが可能になった。海外でも稼動しこちらは、メジャーリーグのある都市名のチームから12球団を選抜し使用されている。

## 登場チーム
チーム略称が一般的に使われているチームのものとは異なる。
- S - 西武ライオンズ
- F - 日本ハムファイターズ
- B - 近鉄バファローズ
- H - 阪急ブレーブス
- O - ロッテオリオンズ
- N - 南海ホークス
- D - 中日ドラゴンズ
- G - 読売ジャイアンツ
- T - 阪神タイガース
- C - 広島東洋カープ
- W - 横浜大洋ホエールズ
- Y - ヤクルトスワローズ

## ゲーム内容
ゲームをスタートすると制限時間内に自チームを選択し、相手チームがランダムで決定し試合が始まる。プレイヤーは必ず先攻から始まり、後攻の時に点差が負けになった時点でゲームオーバーになる。9回までリードを守りきれば勝利となり、画面に約1秒「REPLAY」と赤文字で表示され、チーム選択画面に戻り再試合することになる。　
選手は各チームレギュラー9名と、控えの野手3名、控えの投手3名。各選手のデータは野手は打率、ホームラン数、投手は防御率が表示され、1982年当時プロ野球チームに所属していた選手が4文字以内にローマ字かイニシャルで表示、往年の名選手の名前の選手もいる。投手や打者の交代も可能。　　　　　　　　　　　　　　　　　　

## 移植作品
- チャンピオンベースボール（SC-3000・SG-1000用）

チーム選択がなく（先攻が「C」、後攻が「P」で固定）審判の音声もないが、おおむねアーケード版に忠実に移植となっている。打者の名前と打率も表示されるが、選手交代はない。球場画面は正面からのみ。得点差にかかわらずゲームセットまで試合をする内容になっている。2人対戦プレイが可能。　　